# Rubinbröstad solfågel
Rubinbröstad solfågel (Chalcomitra hunteri) är en fågel i familjen solfåglar inom ordningen tättingar.

## Utseende och läte
Rubinbröstad solfågel är en knubbig solfågel med kraftig näbb. Hanen kan verka helsvart med rött bröst, men i bra ljus syns grönt på pannan och i ett mustaschstreck samt lila på skuldror och övergump. Honan är brun på ryggen med mörka fläckar undertill. Arten är mycket lik scharlakansbröstad solfågel men ses i torrare miljöer. Hanen skiljer sig också åt genom lila på skuldror och övergump samt avsaknad av blå tvärband i röda bröstfläcken. Honan är mycket lik men är i genomsnitt ljusare, framför allt på undersidan. Vanligaste lätet är ett djupt "chyup" och sången en för solfåglar typisk melodi.

## Utbredning och systematik
Rubinbröstad solfågel förekommer i östra Afrika. Den behandlas antingen som monotypisk eller delas upp i två underarter med följande utbredning:
- Chalcomitra hunteri hunteri – södra Etiopien till Kenya, nordöstra Tanzania och Uganda
- Chalcomitra hunteri siccata – södra Etiopien till nordöstra Kenya och högplatån i Somalia

## Status
Arten har ett stort utbredningsområde och beståndet anses stabilt. Internationella naturvårdsunionen IUCN listar den därför som livskraftig (LC).

## Namn
Fågelns vetenskapliga artnamn hedrar Henry Charles Vicars Hunter (1861-1934), brittisk storviltsjägare i Östafrika 1886-1887. Tidigare kallades den huntersolfågel eller Hunters solfågel även på svenska, men tilldelades 2023 ett mer informativt namn av BirdLife Sveriges taxonomikommitté.